# تریومف تروفی
تریومف تروفی (به انگلیسی: Triumph Trophy) یک موتورسیکلت سه‌سیلندر توریستی است که توسط کمپانی تریومف از سال ۲۰۱۲ تا ۲۰۱۷ تولید شده است.
این موتورسیکلت دارای یک انجین ۱۲۱۵ سی‌سی (۷۴٫۱ مکعب اینچ) با مایع خنک‌کننده، ۱۲ سوپاپ، سه مستقیم است که به یک جعبه دنده شش سرعته و میل کاردان متصل می‌شود، اگرچه در تریومف قدرت کمی کمتر تولید می‌کند و دارای دنده ششم بلندتر است که برای مسافرت‌ها پیشنهاد این موتورسیکلت مناسب‌تر است. مدل پایه با SE تکمیل شد، که دارای تجهیزات اضافی مانند سیستم تعلیق قابل تنظیم الکترونیکی، سیستم صوتی بلوتوث، و سیستم نظارت بر فشار تایر است. SE تنها مدلی بود که در ایالات متحده، کانادا، استرالیا و برزیل فروخته شد.